# Servius Sulpicius Galba (praetor in 54 v.Chr.)
Servius Sulpicius Galba was een Romeins politicus en militair uit de 1e eeuw v.Chr. Hij behoorde tot de gens Sulpicia.
Galba was tussen 62 en 60 v.Chr. legaat van Gaius Pomptinus in Gallia Narbonensis en vocht tegen de Allobrogen. Tussen 58 en 56 was hij legaat onder Pomptinus' opvolger Julius Caesar, tijdens de Gallische Oorlog. Hij voerde in 57 v.Chr. het Twaalfde legioen aan in de strijd tegen de Nantuatae uit Helvetia, maar werd verslagen. In 54 v.Chr. werd Galba praetor en hielp zijn voormalige commandant Pomptinus aan een triomftocht. In 50 v.Chr. probeerde Galba consul te worden, maar hij verloor de verkiezingen. 
Tijdens de Romeinse burgeroorlog diende hij wederom onder Caesar in de hoop dat die hem in zijn functie als dictator als consul zou kiezen. Caesar weigerde en Galba sloot zich in 44 v.Chr. aan bij de samenzwering tegen Caesar, waarbij de dictator werd vermoord. In de nasleep van de moord commandeerde Galba een legioen in de Slag bij Forum Galorum (43 v.Chr.), waarbij Marcus Antonius werd verslagen. Na deze overwinning diende Galba als gezant van Decimus Junius Brutus in Rome. Aan het einde van dat jaar werd Galba door Octavianus ter dood veroordeeld voor zijn aandeel in de moord op Caesar. Over zijn verdere lot is niets bekend. 
Galba was van 50 v.Chr. tot zijn dood augur. Hij was de overgrootvader van Servius Sulpicius Galba, die in 69 korte tijd keizer was. 

## Referentie
- Vertaald van de Duitse Wikipedia (de:Servius Sulpicius Galba (Prätor 54 v.Chr.))